# フリードリヒ・カール・フォン・サヴィニー

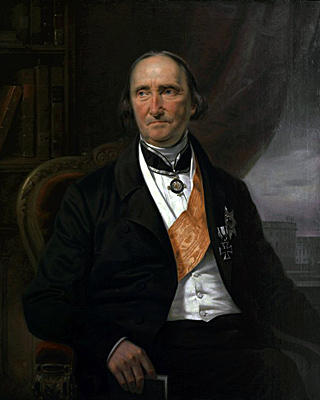
サヴィニー

フリードリヒ・カール・フォン・サヴィニー（Friedrich Carl von Savigny ドイツ語: [ˈzavɪnji] フランス語: [saviˈɲi], 1779年2月21日 - 1861年10月25日）は、ドイツの法学者。ローマ法の研究者としてドイツ歴史学派の法理論を完成させた歴史法学の創始者である。また、近代私法（民法・国際私法）の基礎を築いた。ベルリン大学教授。プロイセン王国の枢密顧問官（Staatsrat）、裁判官、法律改正大臣。

## 生涯
帝国自由都市フランクフルト・アム・マインで生まれる。祖先は第3回十字軍に参加したフランス騎士にまで遡れ、17世紀にユグノーであったためにドイツに亡命して財産を築いていた。名家であったが、12歳で父を失い、母もそのショックで翌年に死去、12人いたとされる兄弟もこの時までに全員死去していた。そのため、帝室裁判所判事であった遠縁に引き取られた。生前の母の勧めでフランス語を、育ての親の勧めで法律学を学び、16歳でマールブルク大学に入り、さらにゲッティンゲン大学でも学んだ。マールブルク大学では、ドイツ・ローマ法史における最後の典雅法学者だったフィリップ・フリードリヒ・ヴァイス（Philipp Friedrich Weiss, 1766年 - 1808年）教授と出会い、ローマ法研究に関心を抱いた。1800年に刑法に関する学位論文でマールブルク大学から学位を受け、同大学での講師を経て翌年には早くも員外教授に抜擢された。1803年に『占有権論』(Das Recht des Besitzes) を発表すると、翌年からヨーロッパ各地を旅してローマ法の史料を収集した。門人で後に論敵となるヤーコプ・グリムと出会ったのもこの旅の時であった。1810年に新設のベルリン大学に招聘され、2年後には創立以来の初代総長ヨハン・ゴットリープ・フィヒテの後を受けて33歳で総長に抜擢された。また、欧州中を旅行して文献を収集し、『中世ローマ法史』(Geschichte des Römischen Rechts im Mittelalter) 全6巻を著した。

## 法典論争
1813年、サヴィニーはわずか1年で総長を辞任したが、そのころナポレオン1世の敗北を受けてナポレオン時代にドイツに導入されたナポレオン法典を排除すべきかどうか、仮に排除するとしてもその後に旧来の法を復旧させるのか新たな法制を導入するのかが論争となっていた。サヴィニーもこの論争に加担して、1814年に『立法と法学に対するわれわれの時代の使命について』を著して、ドイツの法学は民法典を制定するまで成熟していない、法学を成熟させることこそ先決であると説き、アントン・フリードリヒ・ユストゥス・ティボーとの論争（法典論争）に勝利した。
なお、サヴィニーが統一民法典編纂に反対したのは、単にティボーの啓蒙主義的な理性法に対する歴史法からの反対というだけでなく、政治的意図があった。そもそも、ティボーの主張（『ドイツ一般民法典の必要性について』（Über die Notwendigkeit eines allgemeinen bürgerlichen Rechts für Deutschland, 1814年）にも政治的意図があった。ティボーは、統一民法典編纂により、ナポレオン戦争後のドイツの保守反動の動き（領邦体制温存）に対抗し、ドイツ統一を願うナショナリズム的・自由主義的運動を擁護しようとしたのである。これに対し、サヴィニーは、領邦体制を含め神聖ローマ帝国の国制を基本的に望ましいものと考えており、また、神聖ローマ帝国において通用していた、自らの研究対象でもあるローマ法の延命・救済を図りたいと考えていた。また、当時の政治状況的にもプロイセン王国・オーストリア帝国・バイエルン王国などが割拠している状況では、仮にティボーの主張が認められても実際の法典成立に至るまでの合意を獲得するのは不可能であるとも見ていた。したがって、サヴィニーにとっては、その時点におけるドイツの法の分裂状態は必ずしも克服すべき対象ではなく、そこから統一民法典編纂に反対したのである。

## 業績
グスタフ・フーゴーの歴史法学を継承し、ローマ法の近代化に努め、『現代ローマ法の体系』(System des heutigen Römischen Rechts) 全8巻などを著した。1861年に逝去するが、彼の門弟たちは、いわゆるパンデクテン法学を発展させ、ドイツ民法典の基礎を築いた。民法学においては、意思表示理論や法人擬制説を提唱した。

## 影響
グリム兄弟の長兄であるヤーコプ・グリムは、マールブルク大学で彼の歴史法学の方法論に感銘を受け、ゲルマン法・ゲルマン言語などのゲルマン研究に向かい、グリムの法則やグリム童話を後世に残した。だが、やがてグリムはローマ法も所詮は外来の法律に過ぎないとしてサヴィニーの歴史法学を批判する立場を採ってゲルマニステン法学を唱えるようになっていくことになる。

## 家族
妻のクニグンデ・ブレンターノはブレンターノ兄弟姉妹の1人。

## 著作邦訳
- 小橋一郎訳『現代ローマ法体系』（成文堂、1993年 - 2009年）
- 服部栄三訳『法学方法論』（日本評論社、1958年）